# 地方發展政策
地方發展政策是2019年英國的保守黨首次提出的一項政策，旨在減少英國各地區和社會群體之間的不平衡，主要是經濟上的不平衡。地方發展政策力求在不損害如東南英格蘭大部分地區等繁榮區域之情況下實現這一目標。 約翰遜內閣於2022年2月2日發布了該政策的白皮書，並由里希·蘇納克內閣繼續推行。